# Let There Be More Light
Singles de Pink Floyd
It Would Be So Nice / Julia Dream
(1968) Point Me at the Sky / Careful with That Axe, Eugene
(1968)
Pistes de A Saucerful of Secrets
Remember a Day
(2)
Let There Be More Light est une chanson de Pink Floyd, écrite par Roger Waters et ouvrant le deuxième album du groupe, A Saucerful of Secrets, paru le 28 juin 1968 au Royaume-Uni. Le titre du morceau semble parodier le verset « Que la lumière soit » de la Genèse biblique. Les paroles racontent l'arrivée d'extra-terrestres sur Terre, et contiennent une référence à la chanson Lucy in the Sky with Diamonds des Beatles.
Le morceau débute avec son riff de basse en ostinato. Le chant principal est partagé entre Rick Wright et David Gilmour.

## Interprètes
- Roger Waters - guitare basse, chant
- David Gilmour - guitares électriques, chant (refrain)
- Richard Wright - claviers, chant (couplet)
- Nick Mason - batterie, percussions